# جائزة إيطاليا الكبرى 1979
جائزة إيطاليا الكبرى 1979 هو سباق فورمولا 1 أقيم بتاريخ 9 سبتمبر 1979 في حلبة مونزا. كان الثالث عشر من أصل 15 في بطولة العالم لسباقات الفورمولا واحد موسم 1979. حلّ الجنوب أفريقي جودي شيكتر أولا بينما جاء الكندي جيل فيلنوف في المركز الثاني وحصل على المركز الثالث السويسري كلاي ريجاتسوني.